# Don McLean
Donald McLean (sinh ngày 2 tháng 10 năm 1945) là một ca sĩ kiêm nhạc sĩ sáng tác bài hát, nghệ sĩ guitar người Mỹ. Ông nổi tiếng với bài hát năm 1971 "American Pie" - một bài folk rock dài 8,5 phút, được xem là một "tiêu chuẩn văn hóa"  về sự mất đi sự trong sáng vốn có của thời kỳ đầu thế hệ rock and roll.
Các đĩa đơn thành công khác của ông bao gồm " Vincent ", "Dreidel", một bản tái hiện "Crying" của Roy Orbison, một bản tái hiện của " Skyliners " " Since I Don't Have You" và "Wonderful Baby".
Tác phẩm " And I Love You So " của ông đã được Elvis Presley, Perry Como, Helen Reddy, Glen Campbell, và những ca sĩ khác hát lại, vào năm 2000, Madonna đã có một bản hit với bản "American Pie".
Năm 2004, ông được giới thiệu vào Sảnh lưu danh Songwriters. Vào tháng 1 năm 2018, BMI đã chứng nhận rằng "American Pie" và "Vincent" đã đạt lần lượt năm triệu và ba triệu lượt chơi trên radio.

## Gốc âm nhạc
Ông nội và cha của McLean, cả hai cũng tên Donald McLean, có nguồn gốc từ Scotland. Mẹ của McLean, Elizabeth Bucci, có nguồn gốc từ Abruzzo ở miền trung nước Ý. Ông có đại gia đình khác ở Los Angeles và Boston.
Mặc dù một số ảnh hưởng âm nhạc ban đầu của ông bao gồm Frank Sinatra và Buddy Holly, khi còn là một thiếu niên, McLean bắt đầu quan tâm đến âm nhạc dân gian, đặc biệt là bản thu âm năm 1955 của Weavers tại Carnegie Hall. Ông thường xuyên nghỉ học lâu vì bệnh hen suyễn thời thơ ấu, đặc biệt là các bài học về âm nhạc và mặc dù McLean đã trượt trở lại việc học, tình yêu âm nhạc của anh ta đã được cho phép nảy nở. Đến năm 16 tuổi, anh đã mua cây đàn guitar đầu tiên của mình và bắt đầu liên lạc trong ngành kinh doanh âm nhạc, trở thành bạn với các ca sĩ dân gian Erik Darling và Fred Hellerman of the Weavers. Hellerman nói: "Một ngày nọ anh ấy gọi cho tôi và nói: 'Tôi muốn đến thăm bạn', và đó là những gì anh ấy đã làm! Chúng tôi trở thành bạn tốt - anh ấy có trí nhớ âm nhạc đáng chú ý nhất trong số những người tôi từng biết. " 
Khi McLean 15 tuổi, cha anh qua đời. Thực hiện yêu cầu của cha mình, McLean tốt nghiệp trường dự bị Iona năm 1963, và theo học một thời gian ngắn tại Đại học Villanova, bỏ học sau bốn tháng. Sau khi rời Villanova, McLean đã gắn bó với đại lý âm nhạc dân gian nổi tiếng Harold Leventhal trong vài tháng trước khi hợp tác với người quản lý cá nhân của mình, Herb Gart, trong 18 năm. Trong sáu năm tiếp theo, ông biểu diễn tại các địa điểm và sự kiện bao gồm The Bitter End và Gaslight Cafe ở New York, Lễ hội dân gian Newport, Cửa hầm rượu ở Washington, DC và Troubadour ở Los Angeles. Nhiệm kỳ 18 năm của Gart khi người quản lý của McLean kết thúc một cách nghiêm túc vào những năm 1980. Sau cái chết của Gart  vào tháng 9 năm 2018, McLean đã viết:
I feel it is important to note that Herb did many good things for me in the beginning but could not deal with my success, as odd as that may sound.
In about 1982 Herb told me his associate Walter Hofer who ran Copyright Service Bureau (a collection business for song publishers) had stolen $90,000
from my account but had "put it back". This was a cover story and a lie. Furthermore the amount turned out to be more like $200,000 and because Gart was now complicit in this crime I fired him. He sued me but settled for a small amount and was never heard from again.
There is so much of this in my business and artists usually sweep it under the rug but I don't.
I want people to know the truth about my journey.

 McLean theo học trường ban đêm tại Iona College và nhận bằng cử nhân quản trị kinh doanh năm 1968. Ông đã từ chối học bổng của Trường Đại học Columbia để đi theo sự nghiệp ca sĩ, biểu diễn tại các địa điểm như Caffè Lena ở Saratoga Springs, New York và Main Point ở Bryn Mawr, Pennsylvania.
Cuối năm đó, với sự giúp đỡ của một khoản trợ cấp từ Hội đồng Nghệ thuật bang New York, McLean bắt đầu tiếp cận nhiều đối tượng hơn, với các chuyến thăm tới các thị trấn trên và dưới sông Hudson. Ông đã học nghệ thuật biểu diễn từ người bạn và người cố vấn của mình Pete Seeger. McLean đi cùng Seeger trong chuyến đi thuyền Clearwater của mình trên sông Hudson vào năm 1969 để nâng cao nhận thức về ô nhiễm môi trường trên sông. Trong thời gian này, McLean đã viết những bài hát xuất hiện trong album Tapestry đầu tiên của mình. McLean đồng biên tập cuốn sách Songs and Sketches of the First Clearwater Crew, với bản phác thảo của Thomas B. Allen, mà Pete Seeger đã viết lời tựa. Seeger và McLean hát " Shenandoah " trong album Clearwater năm 1974. McLean vẫn nghĩ về những trải nghiệm của ông khi làm việc với Seeger: "Hầu như một ngày trôi qua khi tôi không nghĩ về Pete và anh ấy đã hào phóng và hỗ trợ như thế nào. Nếu bạn có thể hiểu chính trị của anh ấy và bạn đã biết anh ấy, anh ấy thực sự là một vị thánh thời hiện đại. " 

## Sự nghiệp ghi âm

### Đột phá ban đầu
McLean đã thu âm Tapestry vào năm 1969 tại Berkeley, California trong cuộc bạo loạn của sinh viên. Sau khi bị từ chối 72 lần, album đã được phát hành bởi Mediarts, một nhãn hiệu không tồn tại khi anh ấy bắt đầu tìm kiếm nhãn hiệu. Anh ấy đã làm việc với album này trong một vài năm trước khi phát hành. Nó thu hút được những đánh giá tốt nhưng ít được chú ý bên ngoài cộng đồng dân gian, mặc dù trên bảng xếp hạng Easy Listener " Castles in the Air " là một thành công, và năm 1973 "And I Love You So" đã trở thành hit số 1 dành cho người lớn đương đại cho Perry Como.
Sự đột phá lớn của McLean đã đến khi Mediarts được United Artists Records tiếp quản, do đó đảm bảo việc quảng bá một nhãn hiệu lớn cho album thứ hai của mình, American Pie. Album đã ra mắt hai bản hit số một trong bài hát chủ đề và " Vincent ". Thành công của American Pie biến McLean trở thành một ngôi sao quốc tế và khơi gợi sự quan tâm của công chúng đến album đầu tiên của ông, và album này lên bảng xếp hạng hơn hai năm sau khi phát hành.

### "American Pie"
Kiệt tác " American Pie " của McLean là một bản ballad ấn tượng, rực rỡ, lấy cảm hứng một phần từ cái chết của Buddy Holly, Ritchie Valens và JP Richardson (The Big Bopper) trong một vụ tai nạn máy bay năm 1959, và sự phát triển trong văn hóa giới trẻ Mỹ trong thập kỷ tiếp theo. Bài hát đã phổ biến thành ngữ " Ngày âm nhạc chết " liên quan đến vụ tai nạn.
Bài hát được thu âm vào ngày 26 tháng 5 năm 1971 và một tháng sau đó đã phát sóng radio đầu tiên trên WNEW-FM và WPLJ-FM của New York để đánh dấu việc đóng cửa Fillmore East, phòng hòa nhạc nổi tiếng của New York. "American Pie" đạt vị trí số một trên Billboard Hot 100 từ ngày 15 tháng 1 đến ngày 5 tháng 2 năm 1972 và vẫn là bản phát hành duy nhất thành công nhất của McLean. Đĩa đơn cũng đứng đầu bảng xếp hạng Easy Listening Billboard. Với tổng thời gian chạy là 8:36 bao gồm cả hai mặt của đĩa đơn, đây cũng là bài hát dài nhất đạt vị trí số 1. Một số đài chỉ phát phần một của bản phát hành hai mặt gốc.
DJ WCFL Bob Dearborn đã làm sáng tỏ lời bài hát và lần đầu tiên xuất bản bản giải thích của mình vào ngày 7 tháng 1 năm 1972, bốn ngày sau khi bài hát đạt vị trí số 1 trên đài đối thủ WLS, sáu ngày trước khi nó đạt vị trí số 1 trên WCFL, và tám ngày trước khi nó đạt vị trí số 1 trên toàn quốc (xem "Đọc thêm" trong " American Pie "). Vô số cách giải thích khác, cùng với phần lớn hội tụ về cách giải thích của Dearborn, nhanh chóng theo sau. McLean từ chối nói bất cứ điều gì dứt khoát về lời bài hát cho đến năm 1978. Kể từ đó, McLean đã tuyên bố rằng lời bài hát cũng có phần tự truyện và trình bày một câu chuyện trừu tượng về cuộc đời ông từ giữa những năm 1950 cho đến thời điểm ông viết bài hát vào cuối những năm 1960.
Năm 2001, "American Pie" đã được bình chọn là bài số 5 trong cuộc bình chọn 365 bài hát của thế kỷ do Hiệp hội công nghiệp ghi âm Mỹ và Quỹ nghệ thuật quốc gia biên soạn.
Vào ngày 7 tháng 4 năm 2015, bản thảo soạn nhạc ban đầu của McLean cho "American Pie" được bán với giá $ 1,205,000 (£ 809,524 / € 1,109,182) tại các phòng đấu giá của Christie, New York, khiến nó trở thành mức giá đấu giá cao thứ ba đạt được cho một bản thảo văn học Mỹ.

## Danh sách đĩa nhạc

### Album
| Năm  | Album                                        |
| ---- | -------------------------------------------- |
| 1970 | Tapestry                                     |
| 1971 | American Pie                                 |
| 1972 | Don McLean                                   |
| 1973 | Playin' Favorites                            |
| 1974 | Homeless Brother                             |
| 1976 | Solo (LIVE)                                  |
| 1977 | Prime Time                                   |
| 1978 | Chain Lightning                              |
| 1981 | Believers                                    |
| 1982 | Dominion (LIVE)                              |
| 1987 | Love Tracks                                  |
| 1989 | For the Memories Vols I & II                 |
| 1989 | And I Love You So (UK Release)               |
| 1990 | Headroom                                     |
| 1991 | Christmas                                    |
| 1995 | The River of Love                            |
| 1997 | Christmas Dreams                             |
| 2001 | Sings Marty Robbins                          |
| 2001 | Starry Starry Night (LIVE)                   |
| 2003 | You've Got to Share: Songs for Children      |
| 2003 | The Western Album                            |
| 2004 | Christmas Time!                              |
| 2005 | Rearview Mirror: An American Musical Journey |

### Compilations
| Year | Album                         |
| ---- | ----------------------------- |
| 1977 | The Very Best of Don McLean   |
| 1993 | Favorites and Rarities        |
| 2003 | Legendary Songs of Don McLean |

### Rarities
| Year | Title                   | Additional information                                                      |
| ---- | ----------------------- | --------------------------------------------------------------------------- |
| 1982 | "The Flight of Dragons" | This song was thu âm for the phim The Flight of Dragons in the early 1980s. |